# Ukrainsk ridhäst
Den ukrainska ridhästen (ukrainska: Український верховий кінь) är en ganska nyutvecklad hästras från Ukraina som föddes upp efter andra världskriget för att möta omvärldens nya krav och efterfrågan på bra hästar med hög kvalitet som var anpassade till ridsport. Uppfödarna följer strika regler och hästarna får genomgå hårda prestationsprov där enbart de bästa hästarna behålls till avel. 

## Historia
Efter andra världskriget ökade omvärldens intresse för ridsport i olika former. Tyskland var ledande inom ridhästaveln med alla sina högt klassade varmblodshästar. Uppfödarna i Ukraina tog detta till sig i utvecklingen av den ukrainska ridhästen genom att importera de tyska varmbloden trakehnare och hannoveranare. Även engelska fullblod korsades in i hästarna för att göra avkommorna snabbare och mer atletiska. Även ungerska raser som Furioso och Gidran-araber användes på lokala ston och en numera utdöd ridhäst från Ryssland som kallades Rostopchin, föregångaren till den ryska ridhästen. 
En väldigt planerad och försiktig inavel av avkommorna fastställde blodslinjerna och hästarnas karaktär. De avkommor som blev för lätta i kroppen, korsades åter igen med hannoveranare och de som blev för tunga korsades med mer fullblod. Dessa två raser var de enda som användes för att förbättra stammarna efter att rasen hade fått en standard. 

## Egenskaper
De ukrainska ridhästarna har typiska varmblodskaraktärer med välmusklade kroppar och atletiskt sinne. De är främst utvecklade för tävling och tuffare ridning och karaktäriseras av snabbhet, smidighet och talang för både hoppning och dressyr. De ukrainska ridhästarna har vackra, medelstora huvuden, lång muskulös hals och en lång rygg, som ibland kan svanka något. Benen är robusta med tåliga och hårda hovar. Hästarna är oftast fuxar, bruna eller svarta och varierar mellan ca 150-160 cm i mankhöjd.
Hästarna hålls än i dag enligt tradition i en kontrollerad miljö, utfodrade enbart med foder med hög kvalitet, tills de säljs. Hästarna tränas innan de fyller två år och måste genomgå svåra prestationsprov vid två och tre års ålder. De får då genomgå en kapplöpning på bana, banhoppning och dressyr. Enbart de bästa hästarna behålls till avel. De andra hästarna säljs vidare, fortfarande som fullvärdiga ukrainska ridhästar. 